# Ficus calyculata
Ficus calyculata är en mullbärsväxtart som beskrevs av Philip Miller. Ficus calyculata ingår i släktet fikonsläktet, och familjen mullbärsväxter. Inga underarter finns listade i Catalogue of Life.